# Powiat Partizánske
Powiat Partizánske (słow. Okres Partizánske) - słowacka jednostka podziału administracyjnego znajdująca się w kraju trenczyńskim. Powiat Partizánske zamieszkiwany był przez 48 005 obywateli (w roku 2001) i zajmował obszar 301 km². Średnia gęstość zaludnienia wynosiła 159,48 osób na km².